# John Newland
John Newland (* 23. November 1917 in Cincinnati, Ohio; † 10. Januar 2000 in Los Angeles, Kalifornien) war ein US-amerikanischer Filmregisseur, Schauspieler, Filmproduzent und Drehbuchautor.

## Biografie
Newland stand in 104 Episoden von Fernsehserien als Schauspieler vor der Kamera, unter anderem für Studio One, Robert Montgomery Presents, General Electric Theater und Dr. Kildare. Gleichzeitig entwickelte er sich zu einem Regisseur für Fernsehserien, darunter Thriller, Raumschiff Enterprise, Police Woman und Computer Kids.
Die zwischen 1966 und 1967 produzierte Fernsehserie Der Mann, den es nicht gibt (The Man Who Never Was), mit Robert Lansing in der Hauptrolle, wurde von John Newland kreiert. Ebenso der Fernsehfilm Im Schatten des Triumphbogens (1984/85).
John Newland starb an einem Schlaganfall.